# Ceratina zandeni
Ceratina zandeni är en biart som beskrevs av Terzo 1998. Ceratina zandeni ingår i släktet märgbin, och familjen långtungebin. Inga underarter finns listade i Catalogue of Life.